# Alosterna bicoloripes
Alosterna bicoloripes là một loài bọ cánh cứng trong họ Cerambycidae.